# Los Herreros
Los Herreros är en ort i Mexiko.   Den ligger i kommunen Dolores Hidalgo och delstaten Guanajuato, i den centrala delen av landet, 260 km nordväst om huvudstaden Mexico City. Los Herreros ligger 1 882 meter över havet och antalet invånare är 161.
Terrängen runt Los Herreros är platt norrut, men söderut är den kuperad. Los Herreros ligger nere i en dal. Runt Los Herreros är det ganska tätbefolkat, med 96 invånare per kvadratkilometer. Närmaste större samhälle är Dolores Hidalgo, 11,2 km nordväst om Los Herreros. Trakten runt Los Herreros består i huvudsak av gräsmarker.